# Erythropoetin

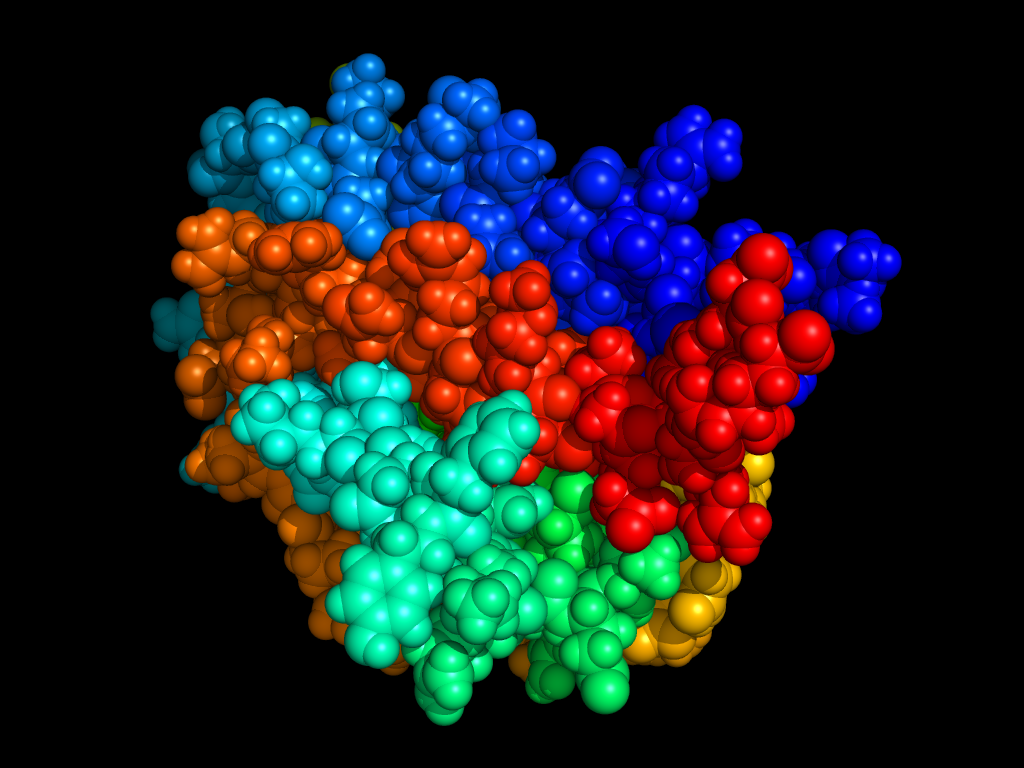
Erythropoetin

Erythropoetin (zkráceně EPO) je lidský hormon podporující tvorbu červených krvinek.
Erythropoetin vzniká v ledvinách; běžně je produkován lidským tělem v přirozené míře, která zajišťuje tvorbu optimálního množství červených krvinek v kostní dřeni; ty pak slouží k přenosu kyslíku v krvi. Tvorba erytropoetinu se zvyšuje při zvýšeném uvolňování glukokortikoidů, při zvýšeném uvolňování růstového hormonu a při snížení parciálního tlaku kyslíku v krvi. EPO je také možno syntetizovat uměle a používat ve formě injekcí jako lék při závažných onemocněních, především u osob s poruchami funkce ledvin a podstupujících dialýzu. Nežádoucím vedlejším účinkem EPO je zahušťování krve, což vyžaduje vyšší výkon srdce, může vést ke vzniku krevních sraženin a v krajním případě i k selhání srdce.

## Doping
Protože EPO stimuluje tvorbu červených krvinek, jeho nitrožilní podávání vede ke zvýšení fyzické výkonnosti. Proto je ve vrcholovém sportu zneužíván jako podpůrný prostředek. Jeho použití je zakázáno od roku 1989, avšak testy umožňující kontrolu jeho zneužívání jsou k dispozici teprve od roku 2000, kdy byly použity na olympijských hrách v Sydney. V rámci boje proti dopingu se provádějí pravidelně testy sportovců na EPO; například podle pravidel Mezinárodní asociace atletických federací IAAF nelze uznat světový rekord, pokud po výkonu sportovec neprošel testem na EPO.
Podezření na užívání EPO se v minulosti objevilo např. v průběhu slavného cyklistického závodu Tour de France; potvrdilo se teprve s několikaletým zpožděním, když v květnu 2007 dopování EPO přiznal dánský cyklista Bjarne Riis a v roce 2013 i Američan Lance Armstrong.
Doping pomocí EPO ale nemusí efektivně fungovat.